# 1 Mieszany Korpus Lotniczy
1 Mieszany Korpus Lotniczy (1 MKL) – związek taktyczny lotnictwa ludowego Wojska Polskiego.

## Formowanie i działania
Na podstawie dyrektywy Naczelnego Dowództwa Armii Czerwonej z 7 sierpnia 1944 oraz na podstawie zarządzenia wykonawczego Sztabu Generalnego Armii Radzieckiej sformowano w rejonie Charkowa i Kazania w ZSRR 1 Mieszany Korpus Lotniczy. Korpus utworzono w okresie od września 1944 do stycznia 1945. 
Dowódca lotnictwa nakazał 24 stycznia 1945 przebazować Korpus na tereny polskie. 3 DLM otrzymała rozkaz skierowania się na lotniska węzła kutnowskiego. W kwietniu postanowiono przenieść 1 MKL z rejonu Sochaczewa i Kutna na lotniska przyfrontowe w rejonie Kostrzyna.  Nie przerywając działań bojowych, 1 MKL przeniósł się 1 maja w rejon na zachód od Oranienburga.
Po zakończeniu wojny 3 DLM przebazowała się na węzeł kutnowski, a w lipcu na lotnisko w Leźnicy, część jednostek stacjonowała też w Katowicach. Oficjalnie korpus rozwiązano 28 lipca 1945 a jego dywizje lotnicze stały się samodzielnymi związkami taktycznymi podległymi Dowództwu Wojsk Lotniczych.

## Struktura korpusu
- Dowództwo 1 Mieszanego Korpusu Lotniczego - Łowicz
- 39 kompania łączności
- 2 eskadra łącznikowa
- 3077 Stacja Poczty Polowej
- 1 Dywizja Lotnictwa Bombowego - Sochaczew
- 2 Brandenburska Dywizja Lotnictwa Szturmowego - Łódź
- 3 Brandenburska Dywizja Lotnictwa Myśliwskiego - Kutno

## Obsada personalna Dowództwa 1 MKL 8 maja 1945
- dowódca korpusu – gen. bryg. pil. Filipp Agalcow
- zastępca dowódcy do spraw polityczno–wychowawczych – płk Leonid Dubrowicz
- szef sztabu – płk Adam Drzemieszkiewicz
- szef Wydziału Operacyjno-Rozpoznawczego – płk Krzynowski
- główny inżynier – ppłk inż. Konstanty Graszkin
- starszy nawigator – płk Maksym Moszkarin
- szef służby strzelania powietrznego – płk Gieorgij Kaszubin
- szef łączności – mjr Wasilenko